# Villamartín (kommunhuvudort)
Villamartín är en kommunhuvudort i Spanien.   Den ligger i provinsen Provincia de Cádiz och regionen Andalusien, i den södra delen av landet, 400 km söder om huvudstaden Madrid. Villamartín ligger 149 meter över havet och antalet invånare är 12 526.
Terrängen runt Villamartín är platt åt nordväst, men åt sydost är den kuperad. Terrängen runt Villamartín sluttar västerut.Runt Villamartín är det ganska tätbefolkat, med 54 invånare per kvadratkilometer. Närmaste större samhälle är Arcos de la Frontera, 19,1 km sydväst om Villamartín. Trakten runt Villamartín består till största delen av jordbruksmark.